# Mana Khemia: Alchemists of Al-Revis
Mana Khemia: Alchemists of Al-Revis, in Giappone Mana Khemia: Gakuen no renkinjutsushi-tachi (マナケミア ～学園の錬金術士たち～?, Mana Kemia), è un videogioco di ruolo sviluppato dalla Gust per PlayStation 2. Il gioco è stato pubblicato in Giappone il 21 giugno 2007 e in America Settentrionale il 31 marzo 2008. Il titolo fa parte della serie di videogiochi Atelier. Una conversione per PlayStation Portable è stata pubblicata nel 2009, con alcune caratteristiche aggiuntive rispetto alla versione per PlayStation 2.